# Њу Ричмонд (Висконсин)
Њу Ричмонд (енгл. New Richmond) град је у америчкој савезној држави Висконсин.

## Демографија
По попису из 2010. године број становника је 8.375, што је 2.065 (32,7%) становника више него 2000. године.
| Група             | 2000.         | 2010.         |
| Белци             | 6.168 (97,7%) | 7.870 (94,0%) |
| Афроамериканци    | 14 (0,2%)     | 108 (1,3%)    |
| Азијати           | 22 (0,3%)     | 60 (0,7%)     |
| Хиспаноамериканци | 49 (0,8%)     | 174 (2,1%)    |
| Укупно            | 6.310         | 8.375         |